# Умиращ войн (скулптура в Лерин)
„Умиращ войн“ (на гръцки: «Θνήσκων πολεμιστής») е бронзова статуя на видния гръцки скулптор Димитрис Каламарас, разположена в град Лерин (Флорина), Гърция. Статуята е издигната в знак  на почит към Незнайния воин.

## История
Статуята създадена в 1971 година от родения в Лерин скулптор Димитрис Каламарас, който има местно потекло от село Бабчор, Костурско. Първоначално е разположена на централния площад на града. Леринският митрополит Августин, известен с борбата си с българското наследство в региона и с омразата си към жителите с местен произход, обаче иска от управляващата в Гърция военна хунта да премахне скулптурата със следните аргументи:
| „ | Тази творба, като произведение на абстрактното изкуство, без да носи никакъв отличителен елемент на гръцки войн или по-общо на сражаваща се Гърция, може да бъде издигната в Тирана, Белград или всеки друг град в Западния или Източния свят, без да предизвиква никаква реакция. Който го види, не си представя Гърция и историческите моменти, в които тя е преживяла. Какъв контраст има това произведение с други герои на родината и по-специално с героите на градовете Кукуш и Енидже Вардар? Изкуството не е самоцел. Изкуството трябва да бъде в услуга на идеалите на нацията. | “ |

Скулптурата е махната от Лерин и отнесена в Атина. В 2000 година като част от реформата на метрото в Атина компанията „Атико Метро“ сформира естетическа комисия и се заема с поставянето на произведения на изкуството на станциите на метрото, целейки популяризиране на живите гръцки творци от поколението 1930 – 1960 година. Съответно „Умиращият войн“ на Каламарас е разположена на станция „Етники Амина“.
След смъртта на митрополит Августин в 2011 година статуята е върната в Лерин и разположена в Новия парк на града до Статуята на Капитан Коте, също дело на Каламарас.

## Описание
Статуята е смятана за една от най-добрите скулптурни творби на Димитрис Каламарас. Самата скулптура изобразява в абстрактен стил ранен войн, лежащ на земята, готов да изостави светските неща.